# Miller Lite Hall of Fame Championships 2001
L'Miller Lite Hall of Fame Championships 2001 è stato un torneo di tennis giocato sull'erba. È stata la 26ª edizione dell'Hall of Fame Tennis Championships, che fa parte della categoria International Series nell'ambito dell'ATP Tour 2001. Si è giocato all'International Tennis Hall of Fame di Newport negli Stati Uniti, dal 9 al 15 luglio 2001.

## Campioni

### Singolare
Neville Godwin ha battuto in finale  Martin Lee con il punteggio di 6–1, 6–4

### Doppio
Bob Bryan /  Mike Bryan hanno battuto in finale  André Sá /  Glenn Weiner con il punteggio di 6–3, 7–5